# Goffredo Zehender
Il Conte Goffredo Zehender, detto Freddie (Reggio Calabria, 27 febbraio 1901 – Roma, 7 gennaio 1958), è stato un pilota automobilistico italiano.
Iniziò la sua carriera di pilota alla Chrysler per poi passare alla Bugatti, ma senza dubbio deve gran parte della sua carriera all'Alfa Romeo. Vinse il Gran Premio di Comminges 1932, alla guida di un Alfa Romeo 8C 2300. Dal 1934 corse anche per la Maserati